# Jeu de pouvoir
Jeu de pouvoir est le 21e épisode de la saison 5 de la série télévisée Angel.

## Synopsis
Angel et Gunn reçoivent le sénateur Helen Brucker, qui leur demande d'impliquer son adversaire pour les prochaines élections dans une affaire de pédophilie. Angel accepte d'apporter à sa cliente l'aide de Wolfram & Hart, à la stupéfaction et à la colère de Gunn. Pendant ce temps, Illyria et Spike, partis chasser un démon, sont abordés par Drogyn, gravement blessé, qui vient les mettre en garde contre Angel. De son côté, Wesley a une vision d'un étrange symbole mais, quand il veut en parler à Angel, celui-ci refuse de le recevoir car il est occupé avec Marcus Hamilton. Gunn, Wesley et Lorne sont d'accords pour trouver qu'Angel agit très bizarrement et sont contactés par Spike qui leur demande de le rejoindre chez lui. Une fois tout le monde réunis chez Spike, Drogyn les informe qu'Angel a envoyé un démon pour le tuer et qu'il pourrait être impliqué dans la mort de Fred. Spike, Wesley, Gunn et Lorne partent demander des explications à Angel alors qu'Illyria est chargée de veiller sur Drogyn.
Les explications peu claires d'Angel n'ayant pas convaincu le groupe, ils tirent Lindsey McDonald de sa cellule et ce dernier leur apprend que le symbole vu par Wesley est celui du Cercle de l'Aiguille Noire, un groupe secret qui représente les Associés Principaux sur Terre. L'équipe d'Angel pense alors que celui-ci a fini par être corrompu par Wolfram & Hart. Dans le même temps, Marcus Hamilton fait irruption à l'appartement de Spike et s'empare de Drogyn après avoir sauvagement battu Illyria, la plongeant dans l'inconscience. Plus tard, Angel boit le sang de Drogyn et le tue avant d'être officiellement accepté au sein du Cercle de l'Aiguille Noire. Il rencontre les membres du Cercle, dont font notamment partie l'archiduc Sébassis, le sorcier Cyvus Vail et le sénateur Helen Brucker. 
Le lendemain, Angel est attaqué par surprise dans son bureau par Spike, Wesley, Gunn et Lorne mais il parvient à prendre en otage ce dernier et, à l'aide d'un cristal, lance un sort pour cacher au monde extérieur les prochaines minutes qui vont se dérouler dans cette pièce. Angel leur explique alors que toutes ses dernières actions, y compris se faire passer pour le responsable de la mort de Fred, avaient pour but de se faire intégrer dans le Cercle de l'Aiguille Noire. Il a en effet eu une vision de l'existence de ce groupe transmise par Cordelia quand celle-ci l'a embrassé juste avant de disparaître. Le plan d'Angel est d'éliminer tous les membres du Cercle, maintenant qu'il les a identifiés, et toute l'équipe accepte de l'aider, alors que Marcus Hamilton observe la scène depuis l'extérieur mais ne voit que l'illusion créée par le cristal.

## Statut particulier
Noel Murray, du site The A.V. Club, estime que l'épisode entraîne la série vers son dénouement de façon passionnante même s'il n'a « pas cru une seule seconde qu'Angel avait changé de bord ». Pour la BBC, le scénario est « astucieux », les motivations d'Angel étant présentés de façon « totalement crédibles », mais il lui manque « l'éclat de ceux qui l'ont précédé », le personnage de Lindsey y étant par exemple intégré « de manière trop désinvolte ». Le site Critically Touched lui donne la note de C, évoquant un épisode qui a la « tâche ingrate » de bâtir en peu de temps une intrigue suffisamment crédible « pour conclure la série avec le style grandiose qu'elle mérite » et qui y parvient en « alignant parfaitement les dominos pour le grand final » mais le fait « sans aucune grâce ni subtilité », le thème du pouvoir corrupteur étant « martelé » tout du long.

## Distribution

### Acteurs et actrices crédités au générique
- David Boreanaz : Angel
- James Marsters : Spike
- J. August Richards : Charles Gunn
- Amy Acker : Illyria
- Andy Hallett : Lorne
- Mercedes McNab : Harmony Kendall
- Alexis Denisof : Wesley Wyndam-Pryce

### Acteurs et actrices crédités en début d'épisode
- Christian Kane : Lindsey McDonald
- Dennis Christopher : Cyvus Vail
- Alec Newman : Drogyn
- Jenny Mollen : Nina Ash
- Leland Crooke : l'archiduc Sébassis
- Stacey Travis : la sénatrice Helen Brucker
- Adam Baldwin : Marcus Hamilton